# Jablanica (montagne)
Pour les articles homonymes, voir Jablanica.
La Jablanica (en albanais Jabllanica, en macédonien Јабланица) est une montagne qui se trouve sur la frontière entre l'Albanie et la Macédoine. La partie albanaise est incluse dans les préfectures d'Elbasan et Dibër et la partie macédonienne dans la municipalité de Strouga. Son point culminant est partagé par les deux pays et est appelé Guri I Zi en albanais et Црн Камен en macédonien, les deux termes signifiant « pierre noire ». Il atteint 2 257 mètres d'altitude. Le nom de la montagne vient du macédonien јаблан qui désigne un peuplier.
La partie albanaise est protégée par l'État au sein du parc national de Shebenik-Jabllanice.

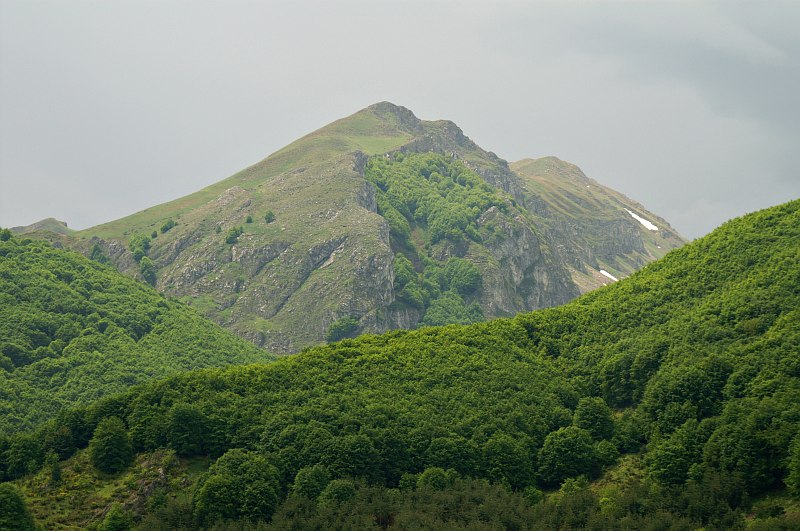
Vue de la Jablanica depuis Gorna Belitsa, dans le nord de la municipalité de Strouga.